# Herod Wielki

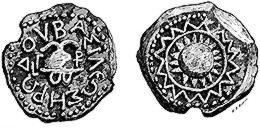
Miedziana moneta Heroda. Legenda: „Basileus Herodon” na awersie i macedoński symbol słońca na rewersie.

Herod Wielki (Herodes Magnus), czasami w literaturze opisywany jako Herod (II) Wielki (ur. w 73 lub 72 roku p.n.e., zm. w 4 roku p.n.e.) – syn Idumejczyka Antypatra i Nabatejki Kypros. Od roku 47 p.n.e. był namiestnikiem Galilei mianowanym przez swojego ojca, a od 46 r. p.n.e. namiestnikiem Celesyrii i Samarii z ręki Oktawiana Augusta. W latach 37–4 p.n.e. król Judei z łaski Rzymu.

## Wywód przodków
| 4. Antypas I |  |              |  |  |                 |
|              |  | 2. Antypater |  |  |                 |
| 5. NN        |  |              |  |  |                 |
|              |  |              |  |  | 1. Herod Wielki |
| 6. NN        |  |              |  |  |                 |
|              |  | 3. Kypros    |  |  |                 |
| 7. NN        |  |              |  |  |                 |
|              |  |              |  |  |                 |

## Życiorys

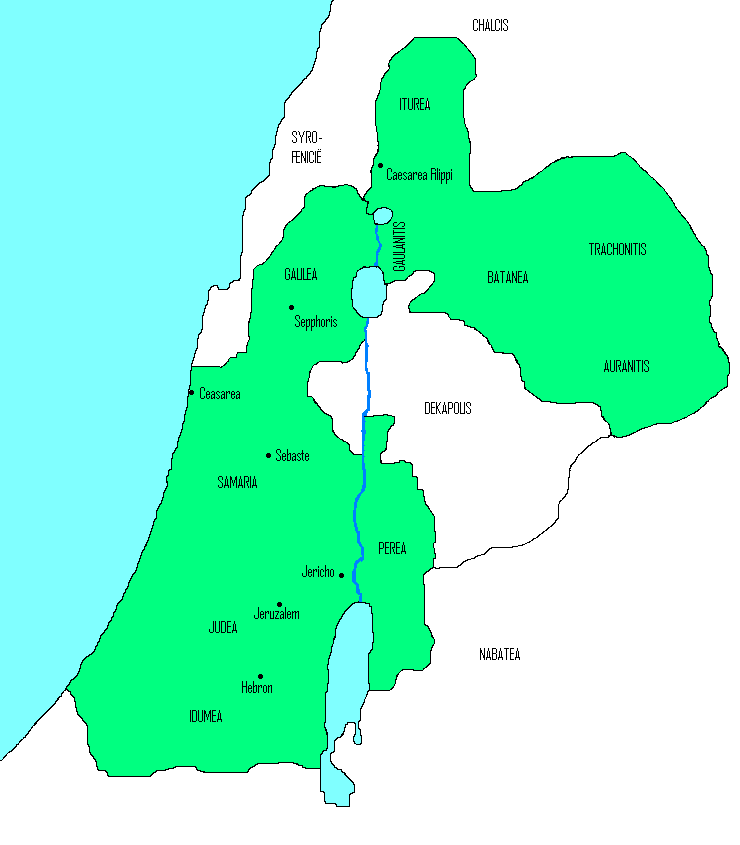
Judea za Heroda Wielkiego

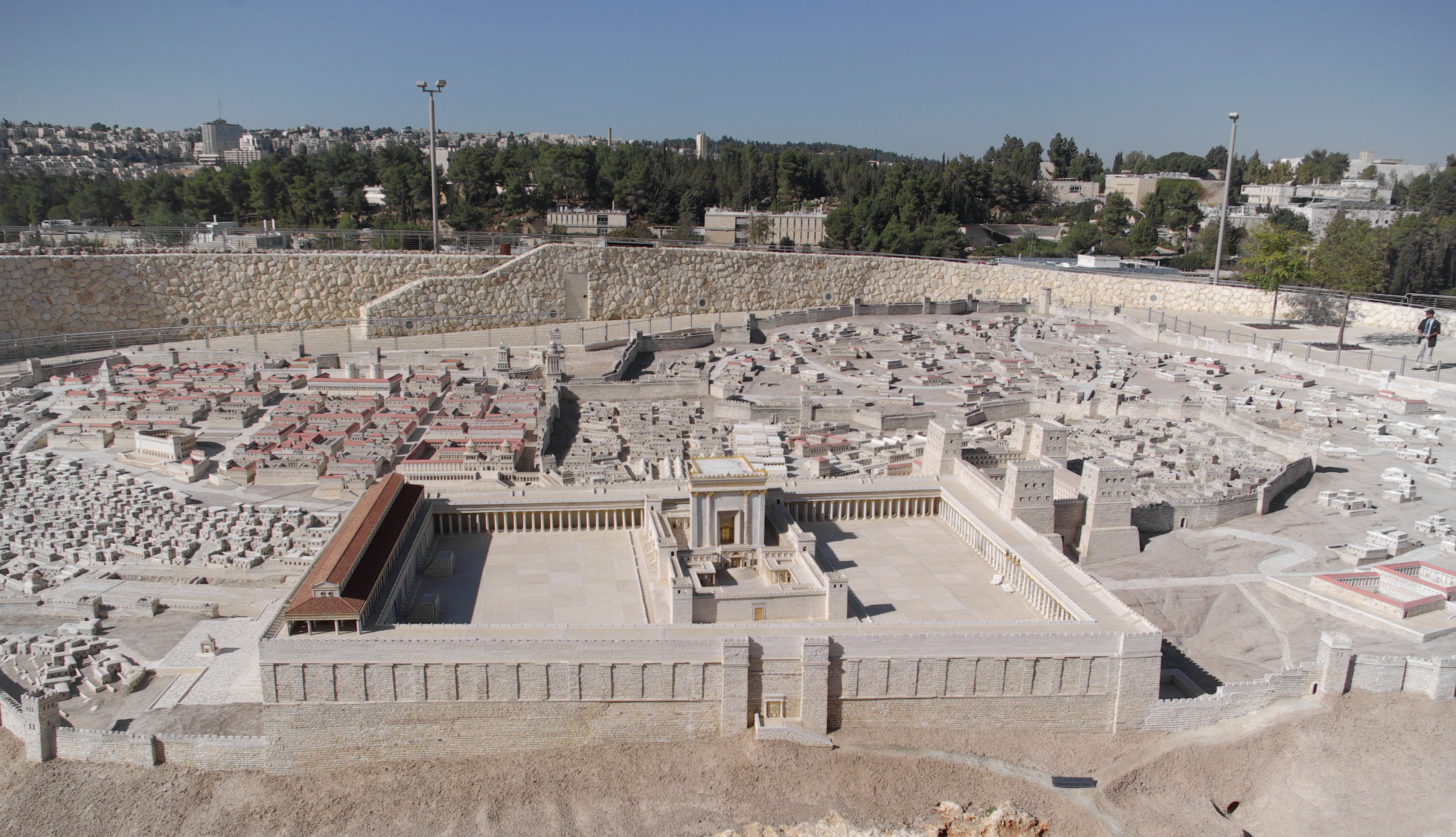
Model Świątyni Jerozolimskiej

Pod koniec 40 roku p.n.e. decyzją senatu rzymskiego został mianowany królem Judei. W konflikcie między Oktawianem i Antoniuszem wziął stronę tego drugiego, ale po jego klęsce pod Akcjum ukorzył się przed Oktawianem, który potwierdził jego władzę w Judei i oddał Herodowi ziemie zagarnięte wcześniej przez Kleopatrę. W latach 20. I wieku p.n.e. królestwo Heroda obejmowało, prócz Palestyny, też część dzisiejszej Jordanii, Libanu i Syrii. Sprawny władca i zarządca, znany z zainicjowania budowy wielu monumentalnych budowli (m.in. port w Cezarei, Twierdza Antonia widoczna z Via Dolorosa oraz rozbudowa Drugiej Świątyni w Jeruzalem).
W tradycji Ewangelii Mateusza przedstawiony został jako tyran pragnący zgładzić Jezusa, inicjator tzw. rzezi niewiniątek, jednakże istnieją wątpliwości, czy zdarzenie to faktycznie miało miejsce. Jedynym tekstem przekazującym informacje na ten temat jest wspomniana Ewangelia Mateusza, której autor mógł wpleść ten epizod w tok opowiadania z pobudek teologicznych. O rzezi niewiniątek nie wspominają pozostałe Ewangelie Nowego Testamentu ani wczesne apokryfy, jak również inne źródła historyczne, nawet pisma Józefa Flawiusza, opisujące epokę rządów Heroda z pozycji mu nieprzychylnych. Wiadomo jednak, że pod koniec życia Herod dopuścił się wielu mordów, poszukując rzeczywistych lub domniemanych spisków, mogących pozbawić go władzy, m.in. zamordował swojego pierworodnego syna Antypatra (z pierwszej żony Doris). Zabił też jedną ze swoich żon oraz jej synów, brata i matkę, którą wydał na śmierć głodową w więzieniu. Po jego śmierci wybuchła tzw. Wojna Warusa.

## Data śmierci
Najczęściej podaje się, że Herod Wielki zmarł w 4 roku p.n.e. (wedle wyliczeń Jana Keplera między 12 marca a 11 kwietnia 4 roku p.n.e.). Józef Flawiusz pisał, że Herod umarł po 18 dniach od zaćmienia Księżyca. Miało się to wydarzyć niedługo przed wiosennym świętowaniem Paschy. Pojawiła się jednak hipoteza, nieciesząca się większą popularnością, że zmarł w grudniu 5 roku p.n.e. Pod koniec XX wieku pojawiły się także argumenty za przesunięciem jego śmierci na rok 1 p.n.e. lub nawet 1 n.e.

## Grób Heroda

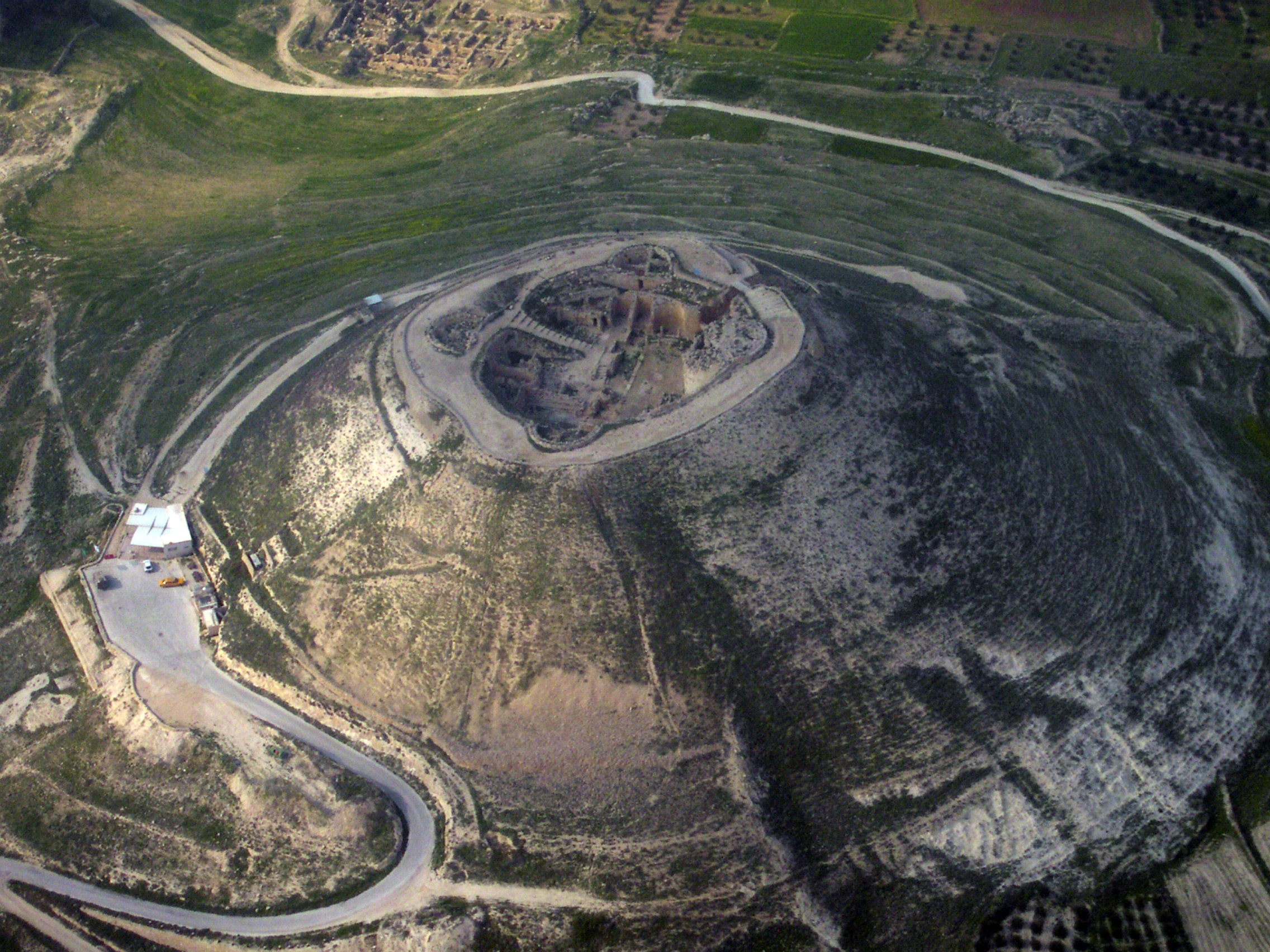
Zdjęcie lotnicze Herodium od strony południowo-zachodniej

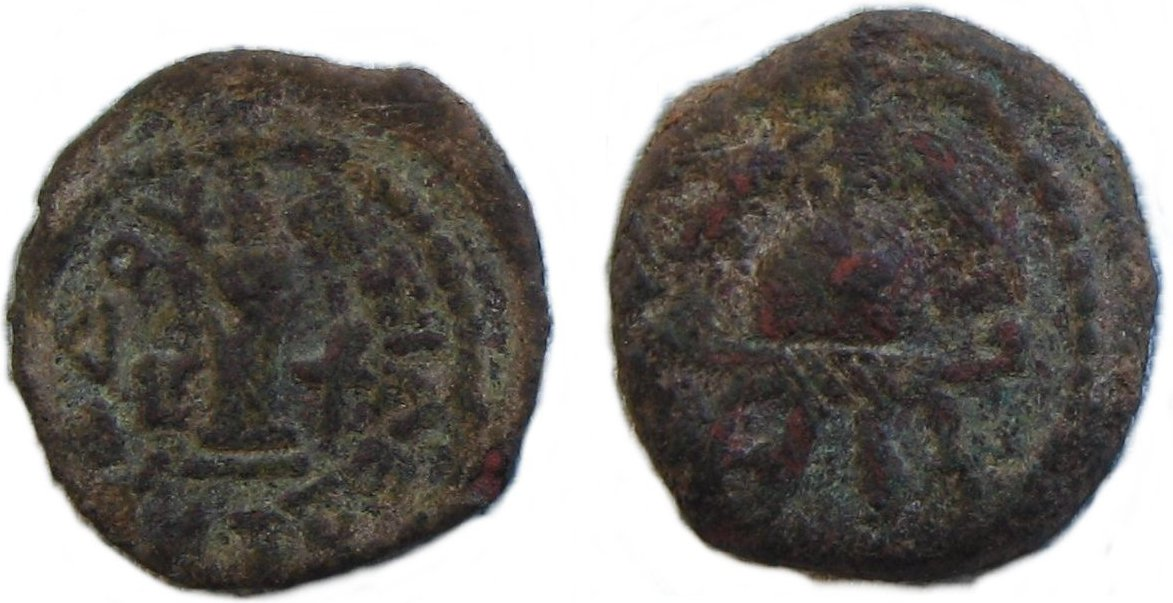
Moneta Heroda Wielkiego, przedstawiająca hełm w rzymskim stylu

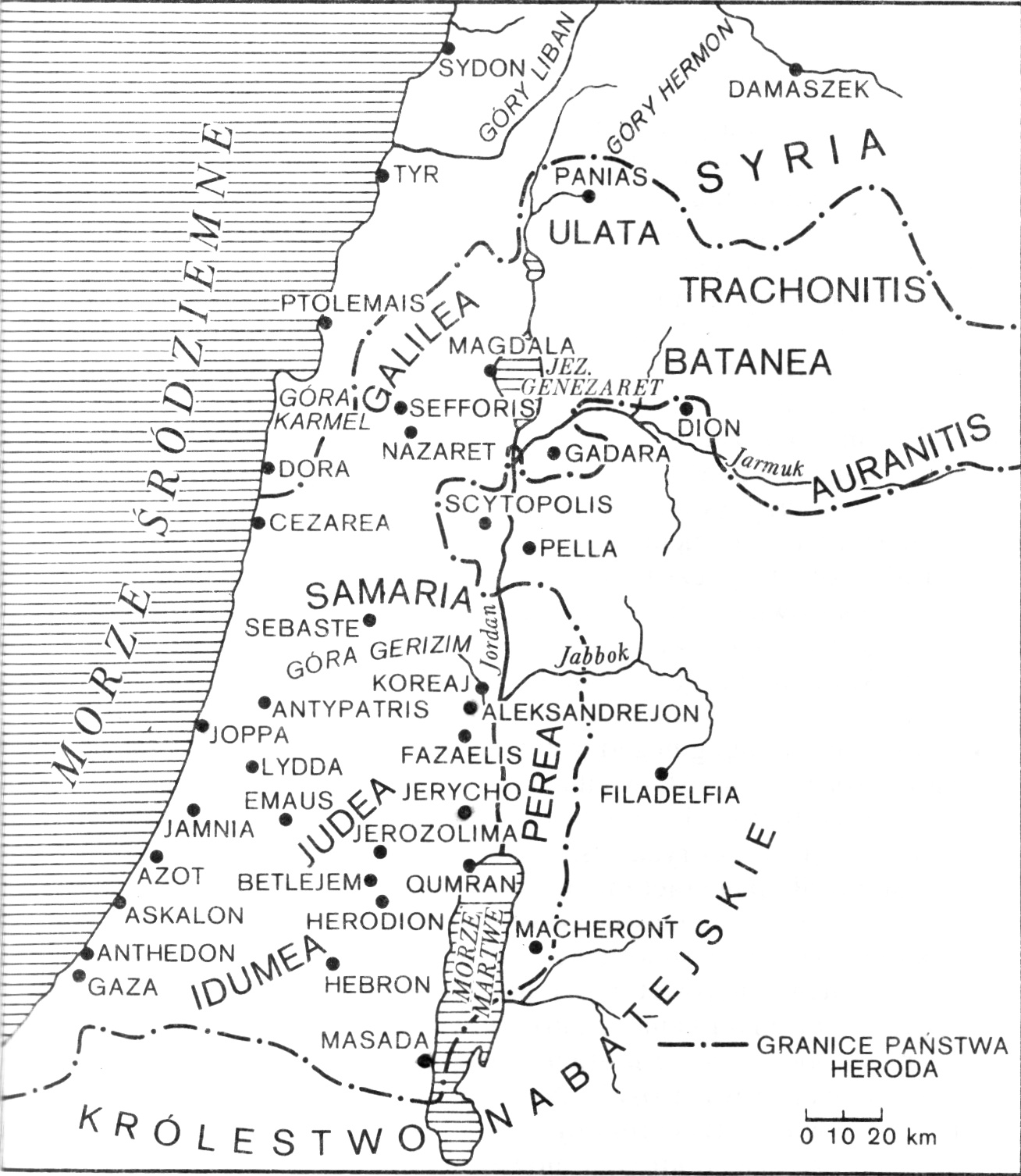
Mapa Judei za Heroda Wielkiego

7 maja 2007 Ehud Necer, archeolog z Uniwersytetu Hebrajskiego, poinformował o odkryciu grobu Heroda w Herodium, położonym 12 km na południe od Jerozolimy. Historyk Józef Flawiusz podawał Herodium jako miejsce spalenia zwłok Heroda, ale dokładna lokalizacja grobu pozostawała nieznana. Sarkofag króla został rozbity na kawałki, prawdopodobnie w czasie powstania Żydów.

## Chrześcijanie w rodzinie Heroda
Opierając się na fragmentach listu Pawła z Tarsu do Rzymian (Pozdrówcie tych, którzy należą do domu Arystobula, List do Rzymian 16, 10 oraz: Pozdrówcie Herodiona, mojego rodaka, 16, 11), szereg badaczy przyjmuje, że w rodzinie bądź otoczeniu potomków Heroda znajdowali się chrześcijanie – zdania na temat tego, jak bliska była to rodzina, pozostają podzielone.

## Żony
- Doris z Idumei, siostra Teudiona; rozstał się z nią w 42 p.n.e.
- od wiosny 37 p.n.e. Mariamme I, córka Aleksandra Hasmonejczyka; zamordowana w 29 p.n.e.
- Mariamme II, córka Szymona ben-Boetosa, arcykapłana
- Maltake, Samarytanka, zm. 4 p.n.e.
- Kleopatra z Jerozolimy
- nieznana z imienia bratanica Heroda
- nieznana z imienia córka Józefa I, stryja Heroda Wielkiego
- Pallas
- Fedra
- Elpis

## Potomstwo
Z małżeństwa z Doris:
- Antypater II

Z małżeństwa z Mariamme (I):
- Aleksander, zm. zimą 7/6 p.n.e.
- Arystobul, zm. zimą 7/6 p.n.e.
- nieznany z imienia syn, zm. przed 18 p.n.e.
- Salampsjo, żona Fazaela II, bratanka Heroda Wielkiego
- Kypros II, żona Antypatra III.

Z małżeństwa z Mariamme (II):
- Herod III (Herod Boethos, Herod z Rzymu, Herod Filip I), pierwszy mąż Herodiady

Z małżeństwa z Maltake:
- Herod Archelaos
- Herod Antypas
- Olimpias, żona Józefa III, bratanka Heroda Wielkiego

Z małżeństwa z Kleopatrą:
- Herod IV,
- Filip (Herod Filip II), zm. 34, tetrarcha Batanei, Gaulanitydy, Trachonu i Paneas[8].

Z małżeństwa z Pallas:
- Fazael III,

Z małżeństwa z Fedrą:
- Roksana, żona jednego z synów Ferorasa

Z małżeństwa z Elpis:
- Salome II, żona jednego z synów Ferorasa.

Małżeństwa z córką Józefa i córką Fazaela pozostały bezdzietne.